# Distribuzione commerciale
La distribuzione commerciale è lo strumento attraverso il quale le aziende produttrici e distributrici immettono sul mercato beni e servizi. La distribuzione è anche una delle "4 P" del marketing mix e si considera come un insieme di istituzioni indipendenti che operano per rendere un prodotto o servizio disponibile al consumatore per l'uso.
Sebbene a volte utilizzati come sinonimi, commercializzazione e distribuzione sono due concetti diversi. In generale con il termine commercializzazione s'intende l'attività di vendita di merci acquistate come finite ovvero non oggetto di produzione/trasformazione.
La distribuzione in genere riguarda le imprese che realizzano prodotti propri: il variegato mondo delle imprese della subfornitura, per loro natura di fornitori di particolari su specifica per non parlare dei terzisti di lavorazioni su prodotti forniti dal cliente, non deve implementare articolati processi di distribuzione vera e propria.

## Agenti della distribuzione
Nella distribuzione, gli intermediari tra produttore e cliente possono essere caratterizzati da:
Aziende mercantili che operano in nome e per conto proprio
- Grossisti
- Dettaglianti, ulteriormente divisibili per:
  - linee di prodotto vendute: grandi magazzini, supermercati, ipermercati
  - tipo di servizio: self-service, servizio limitato, servizio completo
  - prezzi praticati: discount, cash and carry

Aziende mercantili che operano in nome e per conto altrui (ausiliari del commercio)
- Mediatori
- Agenti di commercio
- Rappresentanti

Tali aziende non si legano all'acquirente ma promuovono unicamente una vendita. Il successivo contratto di compravendita vedrà coinvolte, come parti, unicamente il rivenditore e l'acquirente procacciato. Ricevono un compenso detto provvigione ed eventualmente uno star del credere dall'azienda rappresentata.
Aziende mercantili che operano in nome proprio ma per conto altrui (ausiliari del commercio)
- Commissionari
- Concessionari
- Spedizionieri

Tali aziende, a differenza di quelle sopra riportate si legano all'acquirente o al venditore (potendo agire sia dal lato degli acquisti sia dal lato delle vendite). I successivi contatti di compravendita li vedranno menzionati fra le parti ed il cliente procacciato o il fornitore individuato potranno rivalersi su di loro in caso di diatriba. Agiscono a seguito di mandato da parte di un committente e ricevono, a livello di compenso, una commissione ed eventuali star del credere se stabiliti.
Oltre a tali aziende, possono integrare l'anello della distribuzione, anche altre forme d'azienda come, ad esempio, i franchisee, costituitisi a seguito della stipulazione di un contratto di franchising.

## Tipologia del canale di vendita
A seconda del numero di intermediari, esistono diversi tipi di canale di vendita (o canale distributivo) attraverso il quale un'azienda propone i propri prodotti sul mercato.
- canale diretto: nessun intermediario, l'azienda ha venditori propri o punti vendita di proprietà

È tipico delle aziende che hanno loro punti vendita (svolgendo attività sia di produzione diretta sia di produzione indiretta), delle aziende di produzione che vendono direttamente al consumatore tramite vendite per corrispondenza, vendite porta a porta, vendite tramite distributori automatici, vendite perfezionatesi per tramite del commercio elettronico. Tale canale è usato, quindi, dalle aziende industriali che si orientano ad una distribuzione pull (che attira il cliente a sé)
- canale corto (o breve): attraverso un intermediario (un dettagliante)

È tipico dei dettaglianti costituiti sotto forma di gruppo d'acquisto che, per tramite dello stesso gruppo, saltano l'anello del grossista nonché degli attori della GDO costituiti sotto forma di catena con grosso potere d'acquisto che promuovono contatti diretti con le aziende di produzione al fine di curare lo smercio di quanto da esse prodotto. È sfruttato dalle aziende produttrici con orientamento push alla distribuzione (che spinge il consumatore a rifornirsi dai distributori quali, ad esempio, i grossisti e i dettaglianti) e prevede, pertanto, conseguenti azioni di trade marketing.
- canale lungo (o tradizionale): prevede due o più intermediari (uno o più grossisti e un dettagliante)

Induce inevitabili ricarichi di prezzo per il consumatore finale ma, in parecchi casi, esso risulta assolutamente necessario in quanto, la figura del grossista, funge da anello di spinta fondamentale alla vendita. Pure in questo caso il canale è sfruttato da aziende produttrici con orientamento push alla distribuzione, prevedendo ingenti azioni di trade marketing dal momento che, in questo caso, il canale, non prevede unicamente la figura del dettagliante ma anche quella del grossista.

## Copertura del mercato
Esistono fondamentalmente tre strategie di copertura del mercato:
- distribuzione intensiva: mira a rifornire il maggior numero possibile di rivenditori affidando i prodotti alla distribuzione despecializzata merceologicamente: elettrodomestici venduti all'interno degli ipermercati, ad esempio.
- distribuzione esclusiva: solo un numero limitato di rivenditori al dettaglio hanno i diritti di vendita per una certa area (es. concessionarie di auto, franchisee)
- distribuzione selettiva: numero elevato di rivenditori, ma selezionati merceologicamente e quindi in numero inferiore a tutti i rivenditori potenziali (es. elettrodomestici venduti in reti distributive di categoria quali, ad esempio, Media Markt o Best Buy)

## Strutture di distribuzione: dettaglio e ingrosso
- Distribuzione al dettaglio: il destinatario della merce è un consumatore o utilizzatore finale. All'interno di questa tipologia distributiva si possono annoverare:
  - Grande distribuzione organizzata (GDO): ne fanno parte i supermercati, gli ipermercati, i discount e i grandi magazzini, tutti caratterizzati da vasti spazi di vendita dove la merce viene prelevata dall'acquirente direttamente dallo scaffale.
  - Piccola distribuzione: ne fanno parte soprattutto piccoli punti vendita con sede fissa (o in forma ambulante) e le superette. Tale distribuzione si è evoluta negli anni novanta con la nascita dei centri commerciali, dove, in strutture composte da ampi spazi di solito multipiani costruite ad hoc, vengono aggregati più punti vendita al dettaglio diversificati per tipologia di merci e servizi presenti.
- Distribuzione all'ingrosso: il destinatario della merce e dei servizi sono quelle aziende che utilizzano il bene per lavorarlo o per rivenderlo sia all'utente finale che ad altre aziende a loro assimilabili. Gli attori di tale distribuzione sono detti grossisti.
- Negli anni 2000 si è visto aumentare in maniera esponenziale anche l'ingrosso via internet tramite gli ecommerce dove tutte le tipologie merceologiche hanno visto aumentare la richiesta di acquisto tramite la rete, soprattutto il cibo spedito in 24h, prodotti di nicchia e forniture e prodotti per estetica professionale[2].

Le attività inerenti alla distribuzione commerciale implicano necessariamente la movimentazione della merce. Pertanto, la netta differenza tra la vendita al dettaglio e quella all'ingrosso è che in quest'ultima l'elemento diversificativo e indispensabile è il trasporto, mentre in quella al dettaglio l'elemento predominante è l'esposizione del prodotto.

## Channel management
Il channel management è la gestione del canale distributivo dei prodotti da parte di un'azienda.
Corrisponde all'insieme delle relazioni instaurate fra intermediari commerciali e fornitori industriali. 
Di queste relazioni si distinguono tre tipi:
- Relazioni Logistiche
- Relazione di Marketing
- Relazioni negoziali
  - Le relazioni logistiche fanno capo soprattutto alle attività di trasporto e consegna delle merci.
  - Le relazioni di Marketing sono riconducibili alle politiche di marketing seguite dai 2 operatori. È necessario infatti sottolineare che vi esiste una profonda distonia fra marketing industriale e marketing commerciale; I primi cercano elevate performance di singolo prodotto, mentre i secondi sono interessati alla performance di assortimento e di punto vendita. Le relazioni di marketing sono pertanto fonte di conflittualità fra distributori e fornitori.
  - Discorso similare per le relazioni negoziali, fondate sul contratto di fornitura stipulato dalle parti; qui infatti si originano spesso situazioni discriminatorie create e volute dall'operatore che può godere di maggior potere contrattuale nei confronti della controparte. Accade quindi, ad esempio, che un'industria fornitrice, a parità di volumi, pratichi prezzi differenti ai diversi clienti commerciali oppure applichi scontistiche diverse in relazione alle quote di mercato dei distributori.

A tal proposito, il Trade marketing è una disciplina che si occupa di studiare e analizzare i complessi aspetti che intercorrono nel rapporto industria-distribuzione.

### Channel Managerper il turismo
Il Channel Manager Alberghiero è un software utile ad unificare la distribuzione "elettronica" di un Hotel. Il proliferare di "agenzie di viaggi on-line", dette OTA, ha causato negli ultimi anni un incremento sensibile delle ore uomo necessarie a tenere aggiornati gli inventari di ciascuno di questi "canali". Disponibilità giornaliera, prezzi e variazioni.
Un altro effetto della distribuzione internet sulla distribuzione alberghiera è una fortissima concorrenza sui prezzi. Questa concorrenza ha stressato ancor di più il mercato che quindi compete quotidianamente con variazioni di prezzo secondo la concorrenza.
Questo ha causato un ulteriore problema, poiché obbliga gli Hotel a modificare le proprie tariffe e strategie di vendita anche più volte al giorno.
Queste necessità hanno creato il bisogno di strumenti informatici utili nello stesso tempo a diminuire il tempo necessario all'aggiornamento degli inventari ed a controllare di più e meglio le proprie strategie tariffarie in un mercato estremamente competitivo.I Channel Manager hanno offerto una risposta a questa necessità.
I Channel Manager sono di 2 tipi.
- One way - Screen Scraping
- Xml 2 vie

Nel primo caso, i One Way, il software non fa altro che compilare uno "script" che viene inviato in modalità http verso gli extranet delle OTA. Modalità piuttosto insicura ed illegale, contenendo infatti lo script le login e password dell'hotel per l'accesso all'extranet.
Nel secondo caso, gli XML 2 ways, la comunicazione, certificata, avviene in modalità protetta da server a server. Dal server del Channel Manager al server della OTA. Esiste un accordo tra le due parti e lo scambio è bidirezionale. Ovvero il Channel Manager riceve le prenotazioni e le modifiche delle stesse dalle OTA.

#### Channel managementnel settore alberghiero
I Channel Manager nel settore alberghiero hanno preso piede negli ultimi anni a seguito della forte crescita della distribuzione online del prodotto hotel. Le agenzie di viaggio online (O.T.A. On-Line Travel Agency) sono cresciute enormemente col crescere del mercato che è diventato il secondo mercato per transazioni di Internet. 
Gli alberghi devono aggiornare i propri contenuti all'interno dei database di queste O.T.A., in appositi extranet per la gestione degli inventari, ovvero prezzi, disponibilità, regole della prenotazione. Col crescere di queste OTA si sono moltiplicati gli extranet da aggiornare costituendo un lavoro che porta via molto tempo alle strutture ricettive, e che è rischioso a causa della alta possibilità di errore nell'aggiornamento di tanti inventari.
I Channel Manager si propongono di risolvere il problema attraverso un unico inventario centralizzato collegato in modalità XML ai server delle OTA. Il risultato è che l'hotel controlla di fatto un unico extranet che ridistribuisce informazioni ed inventari a tutte le OTA a cui sono affiliati.